# Andres Tarand
Andres Tarand, né le 11 janvier 1940 à Tallinn, est un homme d'État estonien, député européen du Parti social-démocrate. Il a été Premier ministre de 1994 à 1995. C'est le père du député européen Indrek Tarand.

## Carrière
- Études de climatologie à l'université de Tartu (1963), licence de géographie (1973), directeur du jardin botanique de Tallinn (1988-1990);
- Député au Riigikogu (1992; 1995-2004). Membre du Parti populaire des modérés (depuis 1996, devenu Parti social-démocrate à partir de 2004), président du parti (1996-2002);
- Ministre de l'environnement (1992-1994); Premier ministre (1994-1995).

## Écrits
- Neljakümne kiri (1991);
- Cassiopeia (1992);
- Kiri ei põle ära (2005).

## Prix et distinctions
- Ordre du Blason national d'Estonie de deuxième classe, 2001;
- Commandeur de l'ordre national de la Légion d'honneur de la République française, 2001.
- Ordre de l'Étoile blanche d'Estonie de 1re classe